# Constantin Dumitru
Constantin Dumitru (* 11. November 1935 im Königreich Rumänien; † 17. Dezember 1996 in Düsseldorf) war ein rumänischer Opernsänger (Bass/Bassbariton).

## Leben
Dumitru studierte Gesang am Staatlichen Musik-Konservatorium in Bukarest. Sein Debüt als Opernsänger gab er 1954 an der Staatsoper Bukarest als Figaro in Rossinis Il barbiere di Siviglia. Er war dann zunächst an verschiedenen Bühnen in Rumänien tätig. Im Januar 1969 sang er an der Staatsoper Bukarest die Rolle des Colline in La Bohème. 1969 verließ er Rumänien und kam nach Deutschland. Sein erstes Festengagement in Deutschland hatte er 1969–1971 am Badischen Staatstheater Karlsruhe.
1971 wurde er festes Ensemblemitglied an der Deutschen Oper am Rhein Düsseldorf/Duisburg, der er ohne Unterbrechung über 25 Jahre bis zu seinem Tode angehörte. Er sang dort ein „umfangreiches Repertoire“ aus dem Bass-, dem Bassbuffo- und dem Bassbariton-Fach und war „vielseitig einsetzbar“. Zu seinen Rollen in Düsseldorf/Duisburg gehörten u. a. Don Alfonso in Così fan tutte, Masetto in Don Giovanni, Mustafa in Die Italienerin in Algier, Don Magnifico in La Cenerentola, die Titelrolle in Don Pasquale, Don Basilio in Il barbiere di Siviglia von Giovanni Paisiello, Zaccaria in Nabucco, Don Bartolo in Der Barbier von Sevilla von Gioacchino Rossini, Monterone in Rigoletto, Colline in La Bohème, Zuniga in Carmen und Titurel in Parsifal. Einige dieser Partien, wie Monterone und Titurel, sang er teilweise über Jahrzehnte.
Im April 1980 sang er in der Wiederaufnahme der Oper Tosca mit „sicherer Stimmführung“ den Cesare Angelotti. In der Spielzeit 1984/85 war er der Eremit in einer Neuinszenierung der Oper Der Freischütz (Regie: Otto Schenk). In der Spielzeit 1985/86 war er in einer Düsseldorfer Manon-Neuinszenierung als Graf Des Grieux zu hören. Im Oktober 1986 sang er in Duisburg den Mesner in Tosca  unter der musikalischen Leitung von Siegfried Köhler. Im Mai 1989 war er als Mesner in Tosca in einer Gala-Vorstellung an der Seite von Mara Zampieri und Peter Dvorsky zu hören. In der Spielzeit 1989/90 sang er „mit ausgeglichene[r] Linienführung“ in einer Düsseldorfer Neuinszenierung den König in Aida (Regie: Pet Halmen). In der Spielzeit 1993/94 übernahm er in einer Neuinszenierung den Doktor Bartolo in Le nozze di Figaro.
Dumitru sang auch viele kleinere Partien, wie den Pfleger des Orest in Elektra (Premiere: Januar 1981), den Dorfrichter in Jenůfa (Premiere: Januar 1983), den Arzt in Pelléas et Mélisande (Premiere: Juni 1981, Duisburg), Mathieu in Andrea Chénier (u. a. in den Wiederaufnahmen Dezember 1984 und Mai 1986), Samuel in Un ballo in maschera (Premiere: Juni 1985 in Düsseldorf), Dottore Grenvil in La traviata (Premiere: Februar 1986 in Duisburg), den Nachtwächter in Die Meistersinger von Nürnberg (Premiere: Mai 1986), Venuzzi in Die schweigsame Frau (u. a. Spielzeit 1987/88) und Don Fernando in Fidelio (u. a. Spielzeit 1992/93 in Düsseldorf).
In der Spielzeit 1987/88 trat er an der Deutschen Oper am Rhein in Duisburg als Küfermeister Krönkel in der Oper Schneider Wibbel auf. In der Spielzeit 1989/90 sang er im Mai 1990 an der Deutschen Oper am Rhein in Düsseldorf „mit sicher geführtem Baß“ die Rolle des Douglas d’Angus in einer konzertanten Aufführung der selten gespielten Rossini-Oper La donna del lago. Im Juni 1991 übernahm er im Rahmen des Robert-Schumann-Fests in Düsseldorf die Rolle des Dieners Balthasar in konzertanten Aufführungen der Oper Genoveva. In der Spielzeit 1991/92 gastierte er an der Opéra Royal de Wallonie in Liege als „sonorer“ Berengario in einer konzertanten Aufführung der weithin unbekannten Rossini-Oper Adelaide di Borgogna. In der Spielzeit 1991/92 sang er an der Deutschen Oper am Rhein den General Polkan in der Oper Der goldene Hahn (Regie: Pet Halmen; Premiere in Duisburg im Dezember 1991/Premiere in Düsseldorf im März 1992); in der Duisburger Premiere „beeindruckte“ er „mit kräftigem Timbre und schöner Gesangslinie“. In der Spielzeit 1992/93 war er der Lord Gualtiero Valton in konzertanten Aufführungen von I puritani (Spielzeit 1992/93, Premiere: Dezember 1992 in Düsseldorf und Januar 1993 in Duisburg).
In der Spielzeit 1996/97 trat er im Dezember 1996 wieder als General Polkan in der Oper Der goldene Hahn auf. Wenige Tage vor seinem Tode sang er im Dezember 1996 noch die Partie des Doktor Bartolo in Rossinis Il barbiere di Siviglia. Für die Neuinszenierung der Oper Il trovatore in Duisburg im Dezember 1996 war Dumitru für die Partie des Ferrando besetzt. Er brach jedoch in der ersten Hauptprobe auf der Bühne in Folge eines Schlaganfalls tot zusammen und starb im Alter von 61 Jahren.
Dumitru gastierte an der Bayerischen Staatsoper, an der Hamburgischen Staatsoper, an der Oper Köln (u. a. im März 1988 als König in Aida) und an der Oper Frankfurt sowie in Budapest, Paris, Bordeaux, Zürich, Bogotà und Tokio.

## Tondokumente
Für die Schallplatte nahm Dumitru bei dem rumänischen Schallplattenlabel Electrecord u. a. den Baron Douphol in La Traviata (1968; mit Virginia Zeani, Ion Buzea und Nicolae Herlea als Partnern), den Ferrando in Il Trovatore und den Abimélech in Samson et Dalila (1970; mit Elena Cernei und Ludovic Spiess als Partnern) auf. Außerdem wirkte er im Mai 1981 bei Radio France in einer Live-Aufnahme der Oper Matilde di Shabran von Gioacchino Rossini in der Partie des Raimondo mit.